# Ториса
То́риса (словац. Torysa) — река, протекающая по восточной Словакии (Прешовский край и Кошицкий край). Длина реки — 129 км. Площадь водосборного бассейна — 1349 км². Средний расход воды — 8,2 м³/с.
Берёт начало с массива Левочске-Врхи. Протекает через Липаны, Сабинов, Вельки-Шариш и Прешов.
Крупнейший приток — Секчов.
В долине произрастают буковые и дубовые леса. Река достаточно популярна у водных туристов.